# Mohammad Hossein Arman
Mohammad Hossein Arman (persisch استاد محمد حسین آر مان, * zwischen 21. März 1935 und 20. März 1936 nach dem auf dem Sonnenjahr beruhenden iranischen Kalender in der Kabuler Altstadt „Shur Bazar“, die sich zwischen Charabat und Hinduguzar befindet) ist ein afghanischer Sänger und Musiker. Er ist Mitbegründer des Ensemble Kaboul, dem seine Tochter Mashal Arman, sein Sohn Khaled Arman und Ustad Mahwash, die erste Frau, die den Titel Ustad trägt, angehören.

## Biografie
Mohammad Hossein Arman hatte bereits von Kindesbeinen an Interesse an der Musik, zumal er in einer musikalischen Familie aufwuchs. Die ersten Instrumente wie die Flöte nai und das indische Harmonium (armonia) brachte ihm sein älterer Bruder Mohammad Ebrahim Nasim bei. Im Jahr 1951 gehörte er einer Gruppe von jungen Menschen an, die in Radio Kabul, heute Radio Television Afghanistan (RTA), von Meistern der Kabuler Charabat der Patiala (Stadt) – Gharana-Musikschule und von den Vertretern der westlich orientierten mehrstimmigen Musik unterrichtet wurde.Mitglieder dieser Gruppe waren Ustad Fakir Nangyaly (Trompete), Ustad Salim Sarmast, ein berühmter afghanischer Dirigent des 20. Jahrhunderts.
Ustad Arman lernte die klassische Musik von Kabul bei Ustad Ghulam Hossein, dem Vater von Mohamed Hussein Sarahang. Faruch Afandi und Ustad Abdul Ghafur Breshna  unterrichteten im Kabuler Radio die Musik mit westlich gestimmten Instrumenten. Seine Vorliebe war Gitarre, die er, offenbar als erster afghanischer Musiker, mehrstimmig spielte (Melodie und Akkorde bzw. Griffe).
Ustad Arman legte seine Reifeprüfung Anfang der 1950er Jahre an der Handelsschule in Kabul ab und arbeitete zunächst bei der staatlichen Fluggesellschaft Ariana Afghan Airlines, einer Tochterfluggesellschaft von Pan American World Airways. Danach war er bei Radio Kabul beschäftigt. 1966 bekam er ein Stipendium für Musik in Jugoslawien. Dort studierte er insbesondere klassische Gitarre. In den siebziger Jahren kehrte er nach Kabul zurück. Dort komponierte er mehrere Lieder. Seine Lieder werden auch heute noch von diversen TV-Sendern ausgestrahlt.
Zwischen den 1970er und 1990er Jahren wirkte er u. a. bei der Kabuler Sinfonie, die von Prof. Salim Sarmast dirigiert wurde, mit und unterrichtete als Dozent an dem Konservatorium in Kabul. Namhafte Musiker des Landes waren Mitglieder dieses Sinfonieorchesters. Während des Bürgerkriegs in den 90er Jahren verließ er Afghanistan und wanderte zunächst nach Indien aus. Danach hielt er sich in Deutschland auf, bevor er sich schließlich in der Schweiz niederließ.
Ustad Arman reiste 2011 nach Kabul, um sich über den Entwicklungsstand der Musik in Afghanistan zu informieren und gegebenenfalls dort zu unterrichten. Ustad Arman hätte z. B. in der von Dr. Ahmad Sarmast (Sohn des einzigen Dirigenten Afghanistans im 20. Jahrhundert) gegründete und von London unterstützte Musikschule in Kabul unterrichten können. Diese Musikschule wurde auch vom Auswärtigen Amt unterstützt. Anscheinend zeigte der Sohn von Ustad Salim Sarmast kein Interesse, vom Erfahrungsschatz des Kollegen seines Vaters Gebrauch zu machen. Auch das afghanische Kulturministerium zeigte ihm die kalte Schulter. Er kehrte enttäuscht von Kabul zurück und berichtete in Europa von seiner Reiseerfahrung und, dass er von der Entwicklung der Musik nicht begeistert sei.
Sein Lied „Eshq-e tu Mekashanad“ ist sehr berühmt und wird von diversen Sängern und Sängerinnen u. a. von Freshta Sama gesungen, der jüngeren Schwester von Hangama. Ursprünglich war das Lied lediglich mit der Gitarre vorgetragen.

## Persönliches
Arman lebt in der Schweiz. Sein Sohn Khaled Arman ist derzeit Direktor des Kabul-Ensembles.